# Milada Karbanová
Milada Karbanová (verheiratete Matoušová; * 27. März 1948 in Jablonec nad Nisou) ist eine ehemalige tschechoslowakische Hochspringerin.
1971 siegte sie bei den Halleneuropameisterschaften in Sofia und wurde Siebte bei den Europameisterschaften in Helsinki.
Bei den Olympischen Spielen 1972 in München kam sie auf den 22. Platz. Einer Bronzemedaille bei den Halleneuropameisterschaften 1973 in Rotterdam folgte 1974 jeweils Silber bei den Halleneuropameisterschaften in Göteborg und bei den Europameisterschaften in Rom.
1976 holte sie Bronze bei den Halleneuropameisterschaften in München und belegte bei den Olympischen Spielen in Montreal den 19. Platz, 1978 wurde sie Sechste bei den Halleneuropameisterschaften in Mailand.
Je viermal wurde sie tschechoslowakische Meisterin im Freien (1970, 1973, 1977, 1978) und in der Halle (1972, 1974, 1977, 1978). 1974 wurde sie sowjetische Hallenmeisterin.

## Persönliche Bestleistungen
- Hochsprung: 1,92 m, 6. August 1977, Třinec
  - Halle: 1,90 m, 26. Februar 1974, Prag